# Jozef Gabčík

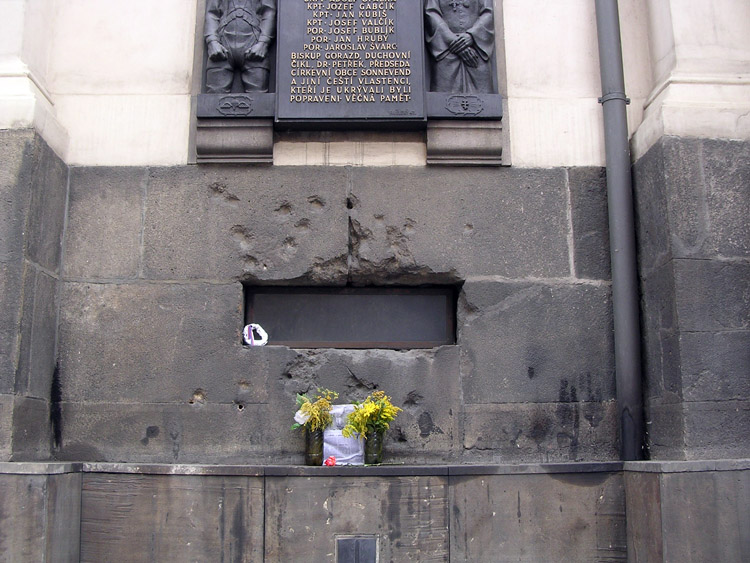
Peretele ciuruit de gloanțe și fereastra Bisericii Sf. Chiril și Metodiu din Praga, unde au fost încolțiți Gabčík și compatrioții lui.

Jozef Gabčík (n. 7 aprilie 1912, Poluvsie⁠(d), Žilinský kraj, Slovacia – d. 18 iunie 1942, Ss. Cyril and Methodius Cathedral⁠(d), Protectoratul Boemiei și Moraviei) a fost un militar slovac din Armata Cehoslovacă, implicat în Operațiunea Anthropoid (asasinarea Reichsprotektor (protectorul Reichului german) al Boemiei și Moraviei, Obergruppenführer-ul SS Reinhard Heydrich).

## Biografie
Gabčík s-a născut în 1912 în Poluvsie, parte a orașului Rajecké Teplice, districtul Žilina, Slovacia (fostul teritoriu slovac al Austro-Ungariei). El a învățat meseriile de potcovar și fierar cu meșterul fierar J. Kunike din satul Kostelec Nad Vltavou (Boemia). A locuit cu familia Kunike în casa lor, care există încă și astăzi împreună cu dependințele și curtea lor care a fost folosită ca fierărie. Casa este situată la aproximativ 50 de metri mai la vale pe un deal mic, care duce din centrul satului, unde se află biserica. În 1927, potrivit evidențelor școlare, el a învățat la Școala de Studii Comerciale din Kovarov, în apropiere de Kostelec Nad Vltavou. Clădirea care a găzduit școala este astăzi Biroul Municipal. În anul 2010 a fost amplasată o placă de marmură pe zidul clădirii, amintind de faptul că Gabčík a studiat acolo. Jozef a lucrat la un moment dat la o uzină chimică din Žilina până în 1939. El a fugit din Cehoslovacia în timpul celui de-al Doilea Război Mondial în Marea Britanie, unde a fost antrenat ca parașutist. El a fost avansat la gradul de rotmistr (un grad similar cu cel de sergent în Armata Britanică). Cehoslovacii liberi, așa cum erau numiți el și ceilalți cehoslovaci auto-exilați, au locuit la Castelul Cholmondeley de lângă Malpas, în comitatul Cheshire.

## Asasinatul de la Praga
Jozef Gabčík și Jan Kubiš au fost aduși în Cehoslovacia pe calea aerului, împreună cu șapte soldați din armata în exil a Cehoslovaciei din Marea Britanie și cu alte două grupuri numite Silver A și Silver B (care aveau diferite misiuni), de un avion Halifax al Royal Air Force, fiind parașutați la 28 decembrie 1941, ora 10 pm. În Praga, ei au contactat mai multe familii și organizații antinaziste care i-au ajutat în timpul pregătirilor pentru asasinat.
La 27 mai 1942, ora 10:30, Heydrich a plecat pe drumul său zilnic de la casa lui din Panenské Břežany la Castelul Praga. Gabčík și Kubiš așteptau în stația de tramvai din curba de lângă Spitalul Bulovka din districtul Praga 8-Libeň. Când automobilul decapotabil Mercedes-Benz al lui Heydrich s-a apropiat de cei doi, Gabčík s-a așezat în fața vehiculului, încercând să deschidă focul, dar pistolul Sten i s-a blocat. Heydrich i-a ordonat șoferului său, Oberscharführer-ul SS Klein, să oprească mașina. Când Heydrich s-a ridicat pentru a încerca să-l împuște pe Gabčík, Kubiš a aruncat o grenadă antitanc modificată înspre vehicul, iar fragmentele de șrapnel au distrus aripa dreapta spate a mașinii și au fost proiectate în tapițerie și în corpul lui Heydrich, chiar dacă grenada nu a căzut în mașină. Kubiš a fost, de asemenea, rănit de șrapnel. Heydrich, aparent fără să-și dea seama că a fost rănit de șrapnel, a ieșit din mașină și a încercat să-l urmărească pe Gabčík, dar în curând s-a prăbușit. Klein s-a întors din încercarea eșuată de a-l prinde pe Kubiš, iar Heydrich i-a ordonat să-l urmărească pe Gabčík. Klein a fost împușcat de două ori de către Gabčík (care și-a folosit revolverul), fiind rănit în urmărire. Asasinii au fost inițial convinși că atacul a eșuat. Heydrich a fost dus de urgență la Spitalul Bulovka, unde s-a descoperit că suferea de septicemie. Acolo Heydrich a intrat în stare de șoc, murind în dimineața zilei de 4 iunie 1942.

## Urmări și încercarea de capturare a asasinilor
În urma asasinatului a fost declanșată o investigație riguroasă cunoscută sub numele de „Heydrichiada”. Ancheta a stabilit că asasinatul a fost planificat și efectuat de Rezistența Cehă cu ajutorul britanicilor. Oprimarea și persecutarea cehilor a atins apogeul în urma eșecului soldaților naziști de a-i captura pe asasini în viață. Mai mult de 13.000 de oameni au fost în cele din urmă arestați și torturați, inclusiv prietena lui Jan Kubiš, Anna Malinová, care a murit în lagărul de concentrare Mauthausen-Gusen. Mătușa locotenentului Adolf Opálka, Marie Opálková, a fost executată la Mauthausen în 24 octombrie 1942. Tatăl său, Viktor Jarolím, a fost de asemenea ucis. Printre victimele nevinovate a fost și doctorul în drept Jan Fleischmann, care era originar din Kostelec nad Vltavou. Se cunoștea pe plan local că Josef l-a vizitat pe Jan Fleischmann, cu care a fost prieten la Kostelec Nad Vltavou, înainte de asasinarea lui Heydrich. După asasinat, Karel Čurda a informat Gestapo-ul de această vizită, iar naziștii l-au arestat pe Jan Fleischmann și l-au dus la Pankrác, unde a fost torturat și executat în cele din urmă.
Ofițerii naziști din Protectorat au realizat o căutare extinsă a celor doi bărbați. În cele din urmă, germanii i-au găsit, împreună cu alți parașutiști, ascunzându-se în Catedrala Sf. Chiril și Metodiu din Praga. Cu toate acestea, după șase ore de confruntări armate, în care au fost uciși cel puțin 14 militari germani, iar alți 21 au fost răniți, Gabčík și ceilalți, cu excepția lui Kubiš, care a fost grav rănit de o grenadă, s-au sinucis în catacombele bisericii, înainte ca naziștii să-i prindă vii. Kubiš a fost rănit în luptă și a murit la scurt timp după aducerea sa la spital.

## Recunoaștere postumă
Satul Gabčíkovo din sudul Slovaciei este numit după Gabčík, iar unul dintre cele mai mari baraje de pe Dunăre din apropierea sa este numit după sat. Numele lui Jozef Gabčík a fost dat, de asemenea, unității militare 5. pluk špeciálneho určenia (Regimentul 5 de forțe speciale Jozef Gabčík), parte componentă a Forțelor Armate ale Republicii Slovace, cu sediul în Žilina.
Cu scopul de a-i comemora pe eroii Rezistenței Cehe și Slovace, Muzeul Național Slovac a deschis în mai 2007 o expoziție care prezintă una dintre cele mai importante acțiuni de rezistență de pe teritoriul european ocupat de naziști.
Gabčík a fost interpretat de Anthony Andrews în filmul Operațiunea Zori de Zi, de Cillian Murphy în Antropoid și de Jack Reynor în The Man With the Iron Heart.
Pe 26 mai 2017 a fost înaintat post-mortem de președintele Slovaciei, Andrej Kiska, la gradul de general-maior.